# Ballet romàntic

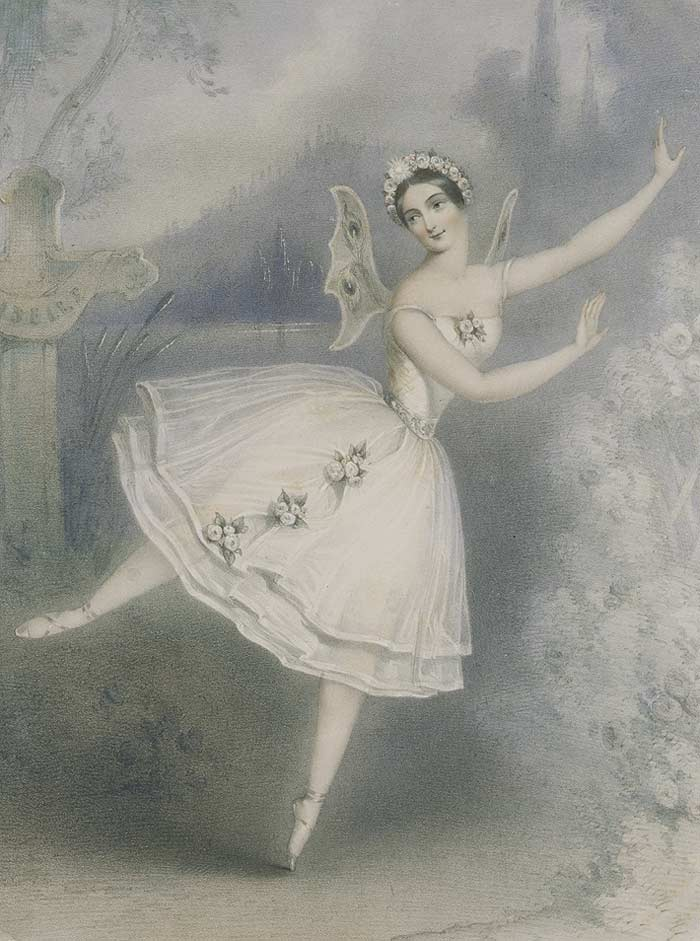
Carlotta Grisi as Giselle,1841

El ballet romàntic apareix a principis del segle xix substituint al ballet d'acció del que Jean-Georges Noverre va ser el gran teòric. El període del ballet romàntic va durar uns trenta anys; de 1815 a 1845-1850.
El segle xix, concretament el període que abasta de 1840 a 1870, és considerat com l'etapa més prolífica de la dansa clàssica, i dona lloc a ballets com Coppélia, Giselle, La baiadera o El regne de les ombres, Ondina i El llac dels cignes. L'era del ballet romàntic, coneguda com la dels ballets blancs, s'inaugura amb la peça titulada La Sílfide (1832), de Filippo Taglioni, la primera d'un extens repertori d'obres caracteritzades per una estilització molt característica. L'acció sol tenir lloc en un bosc misteriós, encantat o fantàstic, no rarament de nit, i les ballarines són éssers sobrenaturals eteris com fades, ondines o sílfides, vestides amb tutús blancs i que calcen sabatilles de punta, donant una imatge de lleugeresa i fragilitat. Més tard, Isadora Duncan es rebel·laria contra aquesta imatge, reivindicant els peus nus i el seu interès a ser arbre, o pluja o vent, abans que una al·legoria fràgil i despersonalitzada. Així, trencaria amb la dansa clàssica romàntica per iniciar la dansa moderna.

## Estructura
El ballet romàntic també estableix un nou concepte escènic: l'estructura en dos actes, el primer realista, terrenal, alegre, ple de llum, en el qual una vilatana sent la trucada de l'amor. El segon acte, irreal i misteriós - ballet blanc - es desenvolupa en general a la llum de la lluna, en un bosc poblat d'éssers sobrenaturals, i en ell l'heroïna simbolitza l'esperit pur que el seu estimat no pot aconseguir, l'amor insatisfet i inassolible que perdura més enllà de la tomba.

## Obres Principals

### Sílfide
La Sílfide és un dels ballets més famosos i representatius del ballet romàntic o ballet blanc. Va ser representada per primera vegada en l'Òpera de París e 12 de març de 1832.

#### Argument
Un jove escocès anomenat James està promès amb una noia anomenada Effie.
Una nit en què James reposa a casa seva, apareix una Sílfide per una gran finestra i s'enamora d'ell. Ella decideix tornar-se visible per al jove, i així ell també s'enamorarà d'ella. Finalment aquest amor és correspost a bella Sílfide, i James deixa així a la seva promesa.
D'aquesta manera decideixen escapar-se, però James és un mortal i ella no, així que visiten a una bruixa anomenada Madge.
La bruixa, en veure a l'escocès s'enamora d'ell i li declara el seu amor, però aquest la rebutja, ja que estima a la Sílfide. Ella gelosa, li ofereix un xal que posseeix una poció màgica que ha de ser portat per la Sílfide. Magde assegura que d'aquesta manera, les seves ales cauran i així ja no podrà volar i els dos estaran junts per sempre més.
James li dona a beure la poció encantada i aquesta cau morta als seus braços.

### Coppélia
Coppélia és una de les obres més famoses del ballet romàntic. Es va estrenar el 25 de maig de 1870 a l'Òpera de París.
L'obra es desenvolupa en un poble ple d'ètnies diferents, aquesta riquesa produeix un espectacle ple de color i alegria.
La coreografia va ser dissenyada per A. Saint-Léon, director de les companyies de ballet de l'Òpera de París i de Sant Petersburg. Sant-Leon va morir poc després de la seva estrena.

#### Argument
El Doctor Coppelius, un pàl·lid i misteriós inventor crea en secret nines de mida real que dansen. Les nines son tan precioses i semblaven tan reals que un home del poble s'enamora d'una d'elles i rebutja a la seva estimada, Swanilde.
Swanilde sent curiositat i revisa la casa del doctor Coppelius, en entrar descobreix les nines que ballen i decideix prendre el seu lloc. El doctor Coppelius sent una felicitat extrema, pensa que és, un miracle poder veure a les seves nines cobrar vida, però es decep molt quan Swanilde decideix confessar la veritat. Finalment Franz, l'home enamorat de la nina, rescata a la seva estimada i acaben casant-se i sent molt feliços.